# Les Années de la grande chaleur
Pour plus de détails, voir Fiche technique et Distribution.
Les Années de la grande chaleur (Τα Χρόνια της Μεγάλης Ζέστης (Ta chronia tis megalis zestis)) est un film grec réalisé par Frieda Liappa et sorti en 1991.

## Synopsis
À la fin de l'été, pendant une période de canicule, un groupe d'amis s'est réfugié sur la plage d'Elektra. Celle-ci ignore tout de son passé, hormis le fait qu'elle est née sur cette plage et qu'elle y vit. Un jour, un inconnu, Pavlos arrive sur la plage. Il a lui aussi perdu la mémoire, à cause d'un virus qui l'a touché lors d'une canicule précédente. Cependant, pour lui, la plage est étrangement familière. Pavlos et Elektra tombent amoureux. Lors de la dernière nuit de la canicule quand souffle le sirocco, alors qu'ils font l'amour, la mémoire leur revient. Ils revivent le meurtre qui les a unis il y a longtemps.

## Fiche technique
- Titre : Les Années de la grande chaleur
- Titre original : Τα Χρόνια της Μεγάλης Ζέστης (Ta chronia tis megalis zestis)
- Réalisation : Frieda Liappa
- Scénario : Frieda Liappa et Maritina Passari
- Direction artistique : Maro Seirli
- Décors : Maro Seirli
- Costumes : Maro Seirli
- Photographie : Ianis Smaragdis
- Son : Nikos Achladis et Nikos Papadimitriou
- Montage : Takis Yannopoulos
- Musique : Thanos Mikroutsikos
- Production :  Centre du cinéma grec, ERT, Frieda Liappa
- Pays d'origine :  Grèce
- Langue : grec
- Format :  Couleurs - 35 mm - 1:1.66
- Genre : Drame psychologique
- Durée : 104 minutes
- Dates de sortie : 1991

## Distribution
- Electra Alexandropoulou
- Pericles Moustakis
- Maro Seirli
- Giorgos Constas
- Thanos Grammenos
- Mania Papadimitriou
- Kyriakos Angelakos